# Qualifications du tournoi masculin de handball aux Jeux olympiques d'été de 2024
Les qualifications du tournoi masculin de handball aux Jeux olympiques d'été de 2024 se tiennent entre janvier 2023 et mars 2024 et permettent de déterminer les douze équipes nationales masculines qualifiées pour la compétition.

## Équipes nationales qualifiées
| Compétition                                  | Date                       | Lieu      | Place(s)  | Qualifiés          |
| -------------------------------------------- | -------------------------- | --------- | --------- | ------------------ |
| Pays organisateur                            | 13 septembre 2017          | Lima      | 1         | France             |
| Championnat du monde 2023                    | 11 au 29 janvier 2023      | /         | 1         | Danemark           |
| Tournoi asiatique de qualification olympique | 18-28 octobre 2023         | Qatar     | 1         | Japon              |
| Jeux panaméricains 2023                      | 30 oct. au 4 novembre 2023 | Chili     | 1         | Argentine          |
| Championnat d'Europe 2024                    | 10 au 28 janvier 2024      | Allemagne | 1         | Suède              |
| Championnat d'Afrique 2024                   | 17 au 27 janvier 2024      | Égypte    | 1         | Égypte             |
| Tournoi mondial de qualification olympique 1 | 14 au 17 mars 2024         | Espagne   | 2         | Espagne, Slovénie  |
| Tournoi mondial de qualification olympique 2 | 14 au 17 mars 2024         | Allemagne | 2         | Croatie, Allemagne |
| Tournoi mondial de qualification olympique 3 | 14 au 17 mars 2024         | Hongrie   | 2         | Norvège, Hongrie   |
| Total                                        | Total                      | Total     | 12 places | 12 places          |

Sur les douze nations qualifiées, neuf sont européennes comme à Londres en 2012 ou Athènes en 2004, l'Afrique, l'Asie et les Amériques n'ayant qu'un seul représentant.

## Légende
- Équipe directement qualifiée pour les Jeux olympiques via cette compétition.
- Équipe directement qualifiée via une autre compétition.
- Équipe qualifiée pour les tournois de qualifications olympiques.
- Équipe qualifiée pour les tournois de qualifications olympiques via une autre compétition.

## Championnat du monde 2023
Le vainqueur est directement qualifié pour les Jeux olympiques de 2024 tandis que les équipes classées de la 2e à la 7e place obtiennent le droit de participer à des tournois de qualifications olympiques.
| Rang                      | Équipe    | TQO  |
| ------------------------- | --------- | ---- |
| Médaille d'or, monde      | Danemark  | -    |
| Médaille d'argent, monde  | France    | Hôte |
| Médaille de bronze, monde | Espagne   | QM1  |
| 4e                        | Suède     | Eu   |
| 5e                        | Allemagne | QM2  |
| 6e                        | Norvège   | QM3  |
| 7e                        | Égypte    | Af   |
| 8e                        | Hongrie   | QM4  |
| 9e                        | Croatie   | QM5  |
| 10e                       | Slovénie  | QM6  |
| 11e à 32e: non qualifiées |           |      |

La France, finaliste, étant directement qualifiée en tant que pays hôte, la Hongrie, 8e, récupère un ticket pour l'un des trois tournois de qualification olympique. En conséquence des résultats des Championnats d'Europe et d'Afrique, la Croatie, 9e, et la Slovénie, 10e, récupèrent les deux derniers tickets mondiaux pour l'un des trois tournois de qualification olympique.
De plus, du fait de la victoire du Danemark et de la 7e place de l'Égypte, l'Europe et l'Afrique sont les deux premiers continents et obtiennent deux places aux tournois de qualifications olympiques via les qualifications continentales. En revanche, l'Asie (16e place du Bahreïn) et les Amériques (17e place du Brésil) sont donc classés comme respectivement le troisième et le quatrième continent et n'obtiennent qu'une place aux TQO :
| Rang | Continent | Compétition de qualification                 | TQO       |
| ---- | --------- | -------------------------------------------- | --------- |
| 1    | Europe    | Championnat d'Europe 2024                    | QC1 + QC5 |
| 2    | Afrique   | Championnat d'Afrique des nations 2024       | QC2 + QC6 |
| 3    | Asie      | Tournoi asiatique de qualification olympique | QC3       |
| 4    | Amériques | Jeux panaméricains 2023                      | QC4       |

## Qualifications continentales

### Tournoi asiatique de qualification olympique
Douze équipes participent au tournoi asiatique de qualification olympique disputé au Duhail Handball Sports Hall de Doha au Qatar du 18 au 28 octobre 2023. À l'issue du tour préliminaire où les équipes sont réparties dans deux poules, les deux premières équipes sont qualifiées pour des demi-finales. Le vainqueur de la finale est directement qualifié pour les Jeux olympiques de 2024 tandis que le finaliste perdant obtient le droit de participer à des tournois de qualifications olympiques.
Tour préliminaire (groupe A)
|   | Équipe              | Pts | J | G | N | P | Bp  | Bc  | Diff |
| - | ------------------- | --- | - | - | - | - | --- | --- | ---- |
| 1 | Qatar               | 10  | 5 | 5 | 0 | 0 | 185 | 111 | 74   |
| 2 | Corée du Sud        | 8   | 5 | 4 | 0 | 1 | 157 | 131 | 26   |
| 3 | Arabie saoudite     | 6   | 5 | 3 | 0 | 2 | 152 | 123 | 29   |
| 4 | Émirats arabes unis | 4   | 5 | 2 | 0 | 3 | 138 | 134 | 4    |
| 5 | Chine               | 2   | 5 | 1 | 0 | 4 | 147 | 141 | 6    |
| 6 | Inde                | 0   | 5 | 0 | 0 | 5 | 87  | 226 | -139 |

Tour préliminaire (groupe B)
|   | Équipe     | Pts | J | G | N | P | Bp  | Bc  | Diff |
| - | ---------- | --- | - | - | - | - | --- | --- | ---- |
| 1 | Japon      | 8   | 4 | 4 | 0 | 0 | 128 | 95  | 33   |
| 2 | Bahreïn    | 6   | 4 | 3 | 0 | 1 | 134 | 95  | 39   |
| 3 | Iran       | 4   | 4 | 2 | 0 | 2 | 115 | 101 | 14   |
| 4 | Koweït     | 2   | 4 | 1 | 0 | 3 | 123 | 126 | -3   |
| 5 | Kazakhstan | 0   | 4 | 0 | 0 | 4 | 88  | 171 | -83  |

Phase finale
|  | Demi-finales    | Demi-finales    |                        |    | Finale          | Finale          |
|  | Demi-finales    | Demi-finales    |                        |    | Finale          | Finale          |
|  |                 |                 |                        |    |                 |                 |
|  | 26 octobre 2023 | 26 octobre 2023 |                        |    | 28 octobre 2023 | 28 octobre 2023 |
|  | 26 octobre 2023 | 26 octobre 2023 |                        |    | 28 octobre 2023 | 28 octobre 2023 |
|  | Qatar           | 29              |                        |    | 28 octobre 2023 | 28 octobre 2023 |
|  | Qatar           | 29              |                        |    | 28 octobre 2023 | 28 octobre 2023 |
|  | Bahreïn         | 30              |                        |    | 28 octobre 2023 | 28 octobre 2023 |
|  | Bahreïn         | 30              | Bahreïn                | 29 |                 |                 |
|  | 26 octobre 2023 |                 | Bahreïn                | 29 |                 |                 |
|  |                 | Japon           | 32                     |    |                 |                 |
|  | Japon           | Japon           | 32                     | 34 |                 |                 |
|  | Japon           |                 |                        | 34 |                 |                 |
|  | Corée du Sud    | 23              |                        |    |                 |                 |
|  | Corée du Sud    | 23              | Match pour la 3e place |    |                 |                 |
|  |                 |                 |                        |    |                 |                 |
|  | 28 octobre 2023 |                 |                        |    |                 |                 |
|  |                 |                 |                        |    |                 |                 |
|  | Qatar           | 32              |                        |    |                 |                 |
|  | Qatar           | 32              |                        |    |                 |                 |
|  | Corée du Sud    | 38              |                        |    |                 |                 |
|  | Corée du Sud    | 38              |                        |    |                 |                 |

Bilan
| Rang                      | Équipe  | TQO |
| ------------------------- | ------- | --- |
| Médaille d'or, Asie       | Japon   | -   |
| Médaille d'argent, Asie   | Bahreïn | QC3 |
| 3e à 12e : non qualifiées |         |     |

Le Japon, vainqueur de ce tournoi asiatique, est directement qualifié pour les Jeux olympiques. Le Bahreïn, deuxième, obtient le droit de participer aux tournois de qualifications olympiques tandis que la Corée du Sud et le Qatar, respectivement troisième et quatrième, sont élimines.

### Jeux panaméricains 2023
Huit équipes participent aux Jeux panaméricains de 2023 (en) disputés à Viña del Mar au Chili du 30 octobre au 4 novembre 2023. Le vainqueur est directement qualifié pour les Jeux olympiques de 2024 tandis que l'équipe classée à la 2e place obtient le droit de participer à des tournois de qualifications olympiques.
| Rang                        | Équipe    | TQO |
| --------------------------- | --------- | --- |
| Médaille d'or, Amérique     | Argentine | -   |
| Médaille d'argent, Amérique | Brésil    | QC4 |
| 3e à 8e : non qualifiées    |           |     |

L'Argentine obtient sa qualification directe en battant nettement 32 à 25 en finale le Brésil qui participera donc à un des trois tournois de qualification olympique.

### Championnat d'Afrique 2024
Seize équipes participent au Championnat d'Afrique disputé en Égypte du 17 au 27 janvier 2024. Le vainqueur est directement qualifié pour les Jeux olympiques de 2024 tandis que les équipes classées aux 2e et 3e places obtiennent le droit de participer à des tournois de qualifications olympiques.
| Rang                        | Équipe  | TQO |
| --------------------------- | ------- | --- |
| Médaille d'or, Afrique      | Égypte  | -   |
| Médaille d'argent, Afrique  | Algérie | QC2 |
| Médaille de bronze, Afrique | Tunisie | QC6 |
| 4e à 16e: non qualifiées    |         |     |

L'Égypte obtient sa qualification directe tandis que la Tunisie et l'Algérie participent à un des trois tournois de qualification olympique, respectivement dans le TQO n°2 et le TQO n°3. De plus, la place en TQO de l'Égypte est reversée au premier non-qualifié via le mondial, la Slovénie.

### Championnat d'Europe 2024
Vingt-quatre équipes participent au Championnat d'Europe disputé en Allemagne du 10 au 28 janvier 2024. Le vainqueur est directement qualifié pour les Jeux olympiques de 2024 tandis que les équipes classées aux 2e et 3e places obtiennent le droit de participer à des tournois de qualifications olympiques.
| Rang                       | Équipe    | TQO  |
| -------------------------- | --------- | ---- |
| Médaille d'or, monde       | France    | Hôte |
| Médaille d'argent, monde   | Danemark  | CM   |
| Médaille de bronze, Europe | Suède     | -    |
| 4e                         | Allemagne | QM2  |
| 5e                         | Hongrie   | QM4  |
| 6e                         | Slovénie  | QM6  |
| 7e                         | Portugal  | QC1  |
| 8e                         | Autriche  | QC5  |
| 9e à 24e : non qualifiées  |           |      |

La France et le Danemark, étant déjà qualifiés en tant que pays hôte et Champion du monde respectivement, c'est la Suède, troisième, qui obtient sa qualification directe pour les Jeux olympiques de 2024. De même, l'Allemagne, la Hongrie et la Slovénie étant déjà assurés de participer aux tournois de qualification olympique du fait de leurs classements au Championnat du monde 2023, ce sont le Portugal et l'Autriche, 7e et 8e respectivement, qui participent à un des trois tournois de qualification olympique.

## Tournois mondiaux de qualification olympique 2024
Sont qualifiées pour les tournois mondiaux de qualification olympique :
- six équipes en fonction de leur classement au championnat du monde 2023 (QM)
- six équipes issues des qualifications continentales (QC).

Ces équipes sont réparties comme suit :
| Tournoi mondial 1                                               | Tournoi mondial 2                                                  | Tournoi mondial 3                                                |
| --------------------------------------------------------------- | ------------------------------------------------------------------ | ---------------------------------------------------------------- |
| - QM1 : Espagne - QM6 : Slovénie - QC3 : Bahreïn - QC4 : Brésil | - QM2 : Allemagne - QM5 : Croatie - QC2 : Algérie - QC5 : Autriche | - QM3 : Norvège - QM4 : Hongrie - QC1 : Portugal - QC6 : Tunisie |

Ces tournois mondiaux auront lieu du 14 au 17 mars 2024. Le 2 février 2024, l'IHF a dévoilé que ces tournois sont organisés par l'Espagne, l'Allemagne et la Hongrie respectivement.
Seules les deux premières équipes de chaque tournoi sont qualifiées pour les Jeux olympiques.
Les tournois n'ont conduit à aucune surprise puisque les six équipes qualifiées sont les six équipes issues du championnat du monde 2023. Le scénario le plus indécis s'est déroulé sur le 3e tournoi lors de l'ultime rencontre de ces TQO. Le Portugal, qui n'avait besoin que d'un match nul face aux Hongrois pour obtenir son ticket olympique, est passé tout près de renouveler l'exploit de mars 2021 : à dix minutes du terme, les Portugais avaient deux buts d'avance et puis les Hongrois ont accéléré, ont profité de l'appui du public hongrois et grâce à leur pépite Bence Imre, ont basculé en tête et n'ont rien lâché. Les Portugais ont pris un coup au moral et n'ont plus trouvé de solution et le match s'est conclut sur un 8-3 pour la Hongrie qui s'impose 30 à 27.

### Tournoi mondial 1
| Rang | Équipe      | Pts | J | G | N | P | Bp | Bc | Diff | Qualification |
| ---- | ----------- | --- | - | - | - | - | -- | -- | ---- | ------------- |
| 1    | Espagne (H) | 6   | 3 | 3 | 0 | 0 | 99 | 75 | +24  | Qualifié      |
| 2    | Slovénie    | 4   | 3 | 2 | 0 | 1 | 81 | 84 | −3   | Qualifié      |
| 3    | Brésil      | 2   | 3 | 1 | 0 | 2 | 77 | 79 | −2   | Éliminé       |
| 4    | Bahreïn     | 0   | 3 | 0 | 0 | 3 | 77 | 96 | −19  | Éliminé       |

| 14 mars 2024 18 h 30 | Espagne            | 39 – 27   | Bahreïn           | Palais des sports, Granollers Affluence : 2 132 Arbitrage : Bíró, Kiss |
| 14 mars 2024 18 h 30 | Daniel Fernández 8 | (18 – 11) | Ali Abdulla Eid 7 | Palais des sports, Granollers Affluence : 2 132 Arbitrage : Bíró, Kiss |
| 14 mars 2024 18 h 30 | ×2                 | Rapport   | ×2                | Palais des sports, Granollers Affluence : 2 132 Arbitrage : Bíró, Kiss |

| 14 mars 2024 21 h 00 | Slovénie    | 27 – 26   | Brésil                | Palais des sports, Granollers Affluence : 1 968 Arbitrage : Belkhiri, Hamidi |
| 14 mars 2024 21 h 00 | Blaž Janc 7 | (13 – 12) | Hugo Monte da Silva 5 | Palais des sports, Granollers Affluence : 1 968 Arbitrage : Belkhiri, Hamidi |
| 14 mars 2024 21 h 00 | ×2 ×4       | Rapport   | ×2                    | Palais des sports, Granollers Affluence : 1 968 Arbitrage : Belkhiri, Hamidi |

| 15 mars 2024 18 h 30 | Bahreïn         | 24 – 25   | Brésil              | Palais des sports, Granollers Affluence : 1 980 Arbitrage : C. & J. Bonaventura |
| 15 mars 2024 18 h 30 | Mohamed Habib 6 | (14 – 11) | Rudolph Hackbarth 6 | Palais des sports, Granollers Affluence : 1 980 Arbitrage : C. & J. Bonaventura |
| 15 mars 2024 18 h 30 | ×4              | Rapport   | ×1                  | Palais des sports, Granollers Affluence : 1 980 Arbitrage : C. & J. Bonaventura |

| 15 mars 2024 21 h 00 | Espagne             | 32 – 22   | Slovénie      | Palais des sports, Granollers Affluence : 5 500 Arbitrage : Horáček, Novotný |
| 15 mars 2024 21 h 00 | Imanol Garciandia 6 | (20 – 13) | Dean Bombač 5 | Palais des sports, Granollers Affluence : 5 500 Arbitrage : Horáček, Novotný |
| 15 mars 2024 21 h 00 | ×5                  | Rapport   | ×1 ×5 ×1      | Palais des sports, Granollers Affluence : 5 500 Arbitrage : Horáček, Novotný |

| 17 mars 2024 15 h 15 | Slovénie     | 32 – 26   | Bahreïn           | Palais des sports, Granollers Affluence : 1 744 Arbitrage : Bíró, Kiss |
| 17 mars 2024 15 h 15 | Aleks Vlah 8 | (17 – 12) | Ali Abdulla Eid 5 | Palais des sports, Granollers Affluence : 1 744 Arbitrage : Bíró, Kiss |
| 17 mars 2024 15 h 15 | ×1 ×4        | Rapport   | ×3                | Palais des sports, Granollers Affluence : 1 744 Arbitrage : Bíró, Kiss |

| 17 mars 2024 17 h 45 | Brésil             | 26 – 28   | Espagne       | Palais des sports, Granollers Arbitrage : C. & J. Bonaventura |
| 17 mars 2024 17 h 45 | João Pedro Silva 5 | (14 - 14) | Ferrán Solé 7 | Palais des sports, Granollers Arbitrage : C. & J. Bonaventura |
| 17 mars 2024 17 h 45 | ×3                 | Rapport   | ×4            | Palais des sports, Granollers Arbitrage : C. & J. Bonaventura |

### Tournoi mondial 2
| Rang | Équipe        | Pts | J | G | N | P | Bp  | Bc  | Diff | Qualification |
| ---- | ------------- | --- | - | - | - | - | --- | --- | ---- | ------------- |
| 1    | Croatie       | 6   | 3 | 3 | 0 | 0 | 102 | 81  | +21  | Qualifié      |
| 2    | Allemagne (H) | 4   | 3 | 2 | 0 | 1 | 105 | 93  | +12  | Qualifié      |
| 3    | Autriche      | 2   | 3 | 1 | 0 | 2 | 101 | 95  | +6   | Éliminé       |
| 4    | Algérie       | 0   | 3 | 0 | 0 | 3 | 77  | 116 | −39  | Éliminé       |

| 14 mars 2024 17 h 45 | Allemagne        | 41 – 29   | Algérie      | ZAG Arena, Hanovre Affluence : 10 099 Arbitrage : Lenci, López |
| 14 mars 2024 17 h 45 | Renārs Uščins 10 | (16 – 13) | Ayoub Abdi 8 | ZAG Arena, Hanovre Affluence : 10 099 Arbitrage : Lenci, López |
| 14 mars 2024 17 h 45 | ×2               | Rapport   | ×1 ×3        | ZAG Arena, Hanovre Affluence : 10 099 Arbitrage : Lenci, López |

| 14 mars 2024 20 h 15 | Croatie           | 35 – 29   | Autriche       | ZAG Arena, Hanovre Affluence : 10 099 Arbitrage : Kleven, Jørum |
| 14 mars 2024 20 h 15 | Ivan Martinović 9 | (16 – 16) | Nikola Bilyk 8 | ZAG Arena, Hanovre Affluence : 10 099 Arbitrage : Kleven, Jørum |
| 14 mars 2024 20 h 15 | ×1                | Rapport   | ×3             | ZAG Arena, Hanovre Affluence : 10 099 Arbitrage : Kleven, Jørum |

| 16 mars 2024 14 h 30 | Allemagne       | 30 – 33   | Croatie           | ZAG Arena, Hanovre Affluence : 10 099 Arbitrage : García, Marín |
| 16 mars 2024 14 h 30 | Renārs Uščins 8 | (10 – 16) | Ivan Martinović 8 | ZAG Arena, Hanovre Affluence : 10 099 Arbitrage : García, Marín |
| 16 mars 2024 14 h 30 | ×1 ×3 ×1        | Rapport   | ×2 ×4             | ZAG Arena, Hanovre Affluence : 10 099 Arbitrage : García, Marín |

| 16 mars 2024 17 h 30 | Algérie            | 26 – 41   | Autriche            | ZAG Arena, Hanovre Affluence : 10 099 Arbitrage : Hansen, Madsen |
| 16 mars 2024 17 h 30 | Messaoud Berkous 9 | (13 – 20) | Sebastian Frimmel 8 | ZAG Arena, Hanovre Affluence : 10 099 Arbitrage : Hansen, Madsen |
| 16 mars 2024 17 h 30 | ×1                 | Rapport   | ×1                  | ZAG Arena, Hanovre Affluence : 10 099 Arbitrage : Hansen, Madsen |

| 17 mars 2024 14 h 10 | Autriche        | 31 – 34   | Allemagne        | ZAG Arena, Hanovre Affluence : 10 099 Arbitrage : Hansen, Madsen |
| 17 mars 2024 14 h 10 | Janko Božović 7 | (15 – 18) | Köster, Uščins 8 | ZAG Arena, Hanovre Affluence : 10 099 Arbitrage : Hansen, Madsen |
| 17 mars 2024 14 h 10 | ×3              | Rapport   | ×1 ×3            | ZAG Arena, Hanovre Affluence : 10 099 Arbitrage : Hansen, Madsen |

| 17 mars 2024 16 h 45 | Croatie        | 34 – 22   | Algérie      | ZAG Arena, Hanovre Affluence : 10 099 Arbitrage : Lenci, López |
| 17 mars 2024 16 h 45 | Filip Glavaš 9 | (15 – 11) | Ayoub Abdi 8 | ZAG Arena, Hanovre Affluence : 10 099 Arbitrage : Lenci, López |
| 17 mars 2024 16 h 45 | ×1             | Rapport   | ×3           | ZAG Arena, Hanovre Affluence : 10 099 Arbitrage : Lenci, López |

### Tournoi mondial 3
| Rang | Équipe      | Pts | J | G | N | P | Bp  | Bc  | Diff | Qualification |
| ---- | ----------- | --- | - | - | - | - | --- | --- | ---- | ------------- |
| 1    | Norvège     | 6   | 3 | 3 | 0 | 0 | 102 | 78  | +24  | Qualifié      |
| 2    | Hongrie (H) | 4   | 3 | 2 | 0 | 1 | 88  | 80  | +8   | Qualifié      |
| 3    | Portugal    | 2   | 3 | 1 | 0 | 2 | 93  | 91  | +2   | Éliminé       |
| 4    | Tunisie     | 0   | 3 | 0 | 0 | 3 | 77  | 111 | −34  | Éliminé       |

| 14 mars 2024 18 h 30 | Norvège         | 32 – 29   | Portugal     | Multifunkcionális Sportcsarnok, Tatabánya Affluence : 2 640 Arbitrage : Lah, Sok |
| 14 mars 2024 18 h 30 | Lyse, Sagosen 6 | (18 – 13) | Luís Frade 8 | Multifunkcionális Sportcsarnok, Tatabánya Affluence : 2 640 Arbitrage : Lah, Sok |
| 14 mars 2024 18 h 30 | ×6              | Rapport   | ×5           | Multifunkcionális Sportcsarnok, Tatabánya Affluence : 2 640 Arbitrage : Lah, Sok |

| 14 mars 2024 21 h 00 | Hongrie      | 33 – 24   | Tunisie         | Multifunkcionális Sportcsarnok, Tatabánya Affluence : 4 975 Arbitrage : Pavićević, Ražnatović |
| 14 mars 2024 21 h 00 | Máté Lékai 6 | (17 – 10) | trois joueurs 4 | Multifunkcionális Sportcsarnok, Tatabánya Affluence : 4 975 Arbitrage : Pavićević, Ražnatović |
| 14 mars 2024 21 h 00 | ×5           | Rapport   | ×1 ×6           | Multifunkcionális Sportcsarnok, Tatabánya Affluence : 4 975 Arbitrage : Pavićević, Ražnatović |

| 16 mars 2024 17 h 00 | Portugal     | 37 – 29   | Tunisie         | Multifunkcionális Sportcsarnok, Tatabánya Affluence : 3 000 Arbitrage : Schulze, Tönnies |
| 16 mars 2024 17 h 00 | Luís Frade 6 | (18 – 12) | trois joueurs 4 | Multifunkcionális Sportcsarnok, Tatabánya Affluence : 3 000 Arbitrage : Schulze, Tönnies |
| 16 mars 2024 17 h 00 | ×2           | Rapport   | ×1              | Multifunkcionális Sportcsarnok, Tatabánya Affluence : 3 000 Arbitrage : Schulze, Tönnies |

| 16 mars 2024 19 h 30 | Norvège           | 29 – 25   | Hongrie          | Multifunkcionális Sportcsarnok, Tatabánya Affluence : 6 000 Arbitrage : Nachevski, Nikolov |
| 16 mars 2024 19 h 30 | Tobias Grøndahl 8 | (16 – 13) | quatre joueurs 3 | Multifunkcionális Sportcsarnok, Tatabánya Affluence : 6 000 Arbitrage : Nachevski, Nikolov |
| 16 mars 2024 19 h 30 | ×1 ×5 ×1          | Rapport   | ×4               | Multifunkcionális Sportcsarnok, Tatabánya Affluence : 6 000 Arbitrage : Nachevski, Nikolov |

| 17 mars 2024 18 h 30 | Tunisie      | 24 – 41 | Norvège               | Multifunkcionális Sportcsarnok, Tatabánya Affluence : 3 500 Arbitrage : Pavićević, Ražnatović |
| 17 mars 2024 18 h 30 | Issam Rzig 7 | (12–20) | Sebastian Barthold 11 | Multifunkcionális Sportcsarnok, Tatabánya Affluence : 3 500 Arbitrage : Pavićević, Ražnatović |
| 17 mars 2024 18 h 30 | ×2           | Rapport | ×3                    | Multifunkcionális Sportcsarnok, Tatabánya Affluence : 3 500 Arbitrage : Pavićević, Ražnatović |

| 17 mars 2024 21 h 00 | Hongrie      | 30 – 27 | Portugal        | Multifunkcionális Sportcsarnok, Tatabánya Affluence : 6 000 Arbitrage : Schulze, Tönnies |
| 17 mars 2024 21 h 00 | Bence Imre 9 | (16–16) | Pedro Portela 6 | Multifunkcionális Sportcsarnok, Tatabánya Affluence : 6 000 Arbitrage : Schulze, Tönnies |
| 17 mars 2024 21 h 00 | ×3 ×1        | Rapport | ×1 ×4           | Multifunkcionális Sportcsarnok, Tatabánya Affluence : 6 000 Arbitrage : Schulze, Tönnies |